# The Big Broadcast of 1938
The Big Broadcast of 1938 é um filme estadunidense de 1938, do gênero comédia, dirigido por Mitchell Leisen e estrelado por W. C. Fields e Bob Hope. Este é o quarto e último filme da série The Big Broadcast e marca a despedida de W. C. Fields da Paramount Pictures, depois de treze anos. Marca também a estreia de Bob Hope no cinema, depois de bem sucedida carreira no rádio e teatro. Ken Wlaschin lista o filme entre os dez melhores do ator.
O filme recebeu o Oscar de Melhor Canção, por Thanks for the Memory", de Ralph Rainger e Leo Robin, interpretada por Hope e Shirley Ross.
Foi o último filme do ator de cinema mudo Ray Hanford, que atuou em um pequeno papel, não creditado.

## Sinopse
Disputa entre dois navios para ver quem faz primeiro o trajeto entre Nova Iorque e Cherbourg. Em um deles está S. B. Bellows, com seu novo invento: uma turbina que transforma ondas de rádio em eletricidade, o que lhe permite navegar a 100 milhas por hora. Também a bordo está o locutor Buzz Fielding, que foge da Justiça por não pagar em dia, pensões às suas três ex-esposas. Porém, a turbina quebra e eles ficam em desvantagem.

## Elenco
| Ator/Atriz     | Personagem                          |
| -------------- | ----------------------------------- |
| W. C. Fields   | S.B. Bellows/T. Frothingill Bellows |
| Martha Raye    | Martha Bellows                      |
| Dorothy Lamour | Dorothy Wyndham                     |
| Shirley Ross   | Cleo Fielding                       |
| Bob Hope       | Buzz Fielding                       |
| Lynne Overman  | Scoop McPhail                       |
| Ben Blue       | Mike                                |
| Leif Erickson  | Bob Hayes                           |
| Grace Bradley  | Grace Fielding                      |
| Ray Hanford    | Piloto (não-creditado)              |
| Lorna Gray     | Divorciada (não-creditada)          |
| Jack Dougherty | Marinheiro (não-creditado)          |
| Carol Holloway | Mulher (não-creditada)              |

## Principais prêmios e indicações
| Prêmio | Categoria(s) Indicada(s) | Categoria(s) Premiada(s) |
| ------ | ------------------------ | ------------------------ |
| Oscar  | Melhor Canção            | Melhor Canção            |